# Condado de Castañeda

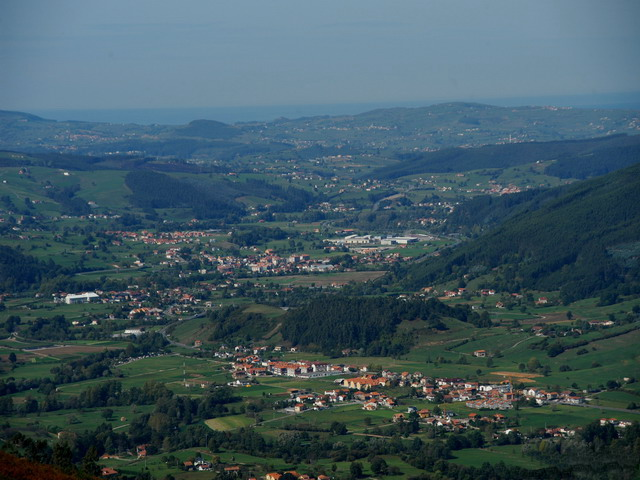
Valle en Castañeda. En primer plano Pomaluengo, capital del actual municipio de Castañeda.

El condado de Castañeda, regido por los condes de Castañeda, es un título nobiliario español de origen tardomedieval, el primer territorio físico concedido a un aristócrata en la región hoy ocupada por la comunidad autónoma de Cantabria. Inicialmente perteneció a la familia Manrique. Geográficamente estaba ubicado en territorio primitivamente perteneciente a la meridad de las Asturias de Santillana, limitando al oeste con el marquesado de Santillana. El condado de Castañeda fue utilizado durante siglos por los hijos mayores de los titulares del marquesado de Aguilar de Campoo, grandes de España de primera clase, en la actualidad, ambas dignidades se encuentran separadas.

## Historia

### Señores de Castañeda
El rey Alfonso XI de Castilla (1312-1350) concedió el señorío, junto con el territorio de Liébana y Aguilar de Campoo (1339), a uno de sus bastardos, el infante Tello de Castilla, conde de Vizcaya y Aguilar, hermano del rey Enrique II, siendo su hijo Juan Téllez de Castilla, que casó con Leonor de la Vega. El matrimonio entre Juan Téllez y Leonor de la Vega unía a las dos casas más poderosas de Las Asturias de Santillana (actual Cantabria). Juan Téllez era el heredero de Tello, conde de Vizcaya, señor de Aguilar y Castañeda, hijo legitimado de Alfonso XI. Por su parte, Leonor de la Vega al quedar como única descendiente de la casa de la Vega, era la ricahembra heredera de los Garcilaso, linaje que había acumulado un considerable patrimonio en las Asturias de Santillana, mucho más allá de su original dominio en la actual Torrelavega, vínculo ideado en el que subyace la unificación del control del norte de Castilla. Aldonza de Castilla, hija de Juan Téllez y de su esposa Leonor de la Vega, única heredera de las posesiones de su padre, había contraído matrimonio con Garci Fernández Manrique de Lara, de manera que su consorte acabaría ostentando el título de I conde de Castañeda. 
El rey Enrique II de Castilla, en el siglo XIV, confirmó Castañeda a su hermano Tello de Castilla, señor de Vizcaya. Poco antes de morir en 1370, Tello dejó escrito en su testamento que Castañeda fuera para una hija ilegítima llamada María, que no se había criado con él y que contrajo un segundo matrimonio con Juan Hurtado de Mendoza. Enrique II, no obstante, anuló el testamento el 18 de febrero de 1371, dándoselo Juan Tellez, primogénito de Tello Alfonso, quien también poseía, entre otros títulos, el de marqués de Aguilar de Campoo.
A través de su descendientes llegó a Garci Fernández Manrique de Lara casado con Aldonza de Castilla, de quien se sabe que en 1398 utilizaba los títulos de «señor de Aguilar de Campoo» y «marqués de Castañeda», títulos que se repiten en la Crónica de Juan II desde el año 1510. Es posible, por tanto, que Garci Fernández Manrique recibiera en 1420 el título condal y quizá algunas tierras, pero no la mayoría del condado.
Juan Téllez murió en 1385, y al poco tiempo su hijo Juan el Mozo. Ahí empezaron parte de los problemas para Aldonza Téllez su heredera, que se hicieron más grandes cuando la viuda Leonor de la Vega casó en segundas nupcias, apenas dos años después de la muerte de su primer marido, con Diego Hurtado de Mendoza, almirante mayor de Castilla y alcalde mayor de la Merindad de la Asturias de Santillana, quien prosigue la expansión de los dominios territoriales de la Cantabria medieval. El hijo de ambos es Íñigo López de Mendoza nacido en la casa familiar de los de la Vega en Carrión de los Condes, al que el rey Juan II le otorga, en 1445, el título de marqués de Santillana y treinta años después, los Reyes Católicos, nombran a su heredero, Diego Hurtado de Mendoza, duque del Infantado.
Aldonza y su madre Leonor pleitearon largos años. La primera porque quería conservar lo que le venía de su padre, y Leonor porque una vez casada con Diego Hurtado de Mendoza velaba por mantener intactos sus intereses en Liébana, Campoo y las Asturias de Santillana lo que le ocasionó graves conflictos entre las dos casas, los Manrique, condes de Castañeda y futuros marqueses de Aguilar, y los Mendoza, futuros marqueses de Santillana, por la posesión de estos últimos territorios.

### Condado

#### Primer conde Garci Fernández Manrique
El título de conde de Castañeda fue otorgado a Garci IV Fernández Manrique de Lara en 1430, quien por entonces era mayordomo mayor del infante Enrique de Trastámara. El condado nació como privilegio del rey Fernando I de Aragón con motivo de la boda de su hijo Enrique, por el servicio de Garci a este. El título fue recurrido por Pero Fernández de Velasco, quien aseguraba que las tierras del nuevo señorío eran suyas. Para compensarle, el rey le prometió la entrega 60 000 maravedíes anuales, con lo que atajó la reclamación. Es probable que la familia Velasco hubiera poseído parte de las tierras del condado, si se toma por cierto la hipótesis ya expuesta de que en 1420 Fernández Manrique recibiera tierras perdidas mediante venta o herencia y un título de conde, pero no la totalidad del condado ni su primer título nobiliario. Esta misma pérdida de tierras sucedió en la misma época en otros señoríos cercanos, como el marquesado de Aguilar, del que se separaron Liébana y La Pernía. Es posible que los Velasco recibieran las tierras por concesión de Enrique III. Además, los Velasco recibieron el condado de Castañeda de manos de Juan II.
En 1421, debido a ciertos actos belicosos y desobediencias al rey, Juan II de Castilla dio a Álvaro de Luna la villa de San Esteban de Gormaz, que pertenecía a los dominios de Fernández Manrique. Este, decidido a hacer valer los privilegios recibidos, se autodenominó «conde de Castañeda» y se posesionó del lugar. El rey prohibió su señorío y mandó a sus habitantes que apresaran a Fernández Manrique si trataba de imponérseles como señor, y lo mandaran a su corte. Sin embargo, el mensajero que llevaba las órdenes fue apaleado por caballeros leales a Manrique. Meses después Juan II emprendió viaje a Castañeda para tomar represalias. Se quedó en Aguilar de Campoo y mandó ir delante al corregidor Pedro González del Castillo con una numerosa escolta. Pedro juzgó a los seguidores del conde, matando a algunos, y derribó varias casas y torres. Garci Fernández Manrique, no obstante, huyó. Se presentó ante el rey en Madrid junto con el infante Enrique el 13 de junio de 1422 para rendirle pleitesía, pero este los encerró en el alcázar. De ahí Manrique fue trasladado a Ávila, y sus bienes fueron confiscados hasta 1428, año en que fue liberado y le fueron devueltas sus tierras. En 1429 prestó al rey el juramento de los grandes caballeros, tras lo cual Juan II instauró definitivamente el condado de Castañeda a su favor.
El primer conde trató de apoderarse del valle de Toranzo y de algunos territorios de las Asturias de Santillana, usurpando la jurisdicción de la justicia en Cartes.

#### Segundo conde Juan Fernández Manrique
Juan Fernández Manrique fue el segundo conde de Castañeda. Era heredero de Garci Manrique, quien le dejó el condado, junto con otras tierras, en su testamento de 1436, y bisnieto de Tello, hermano Enrique II de Castilla a través de su madre. Juan aprovechó su poder en materia de justicia para dar acogida a diversos delincuentes. En 1480 estableció un mayorazgo. Juan Manrique fue belicoso y ambicioso, de manera que los habitantes del condado se quejaban continuamente ante los reyes. Estos dispusieron en 1480, como castigo, el derribo de la torre señorial de Toranzo. Pretendió extender su dominio y ampliar los privilegios de su linaje.
Juan Manrique recibió de su madre Aldonza, en su testamento de 1443, el señorío de Campoo. Para demostrar su derecho sobre Aguilar, Juan presentó unos documentos que pretendidamente probaban la herencia, documentos que Enrique II había entregado a Tello antes de morir de manera extraña. A pesar de las quejas de su hermano Gabriel Fernández Manrique, el primer conde de Osorno, Juan dio el marquesado a su primogénito Garci Fernández Manrique (I marqués de Aguilar de Campoo), hijo bastardo legitimado en 1453 por el rey Juan II. El Consejo de Castilla permitió esta herencia con la excepción del monasterio de Santa María la Real.
En 1462 compró el condado de Buelna (el territorio, no el título), por lo que se intitulaba «conde de Buelna». Su tataranieto Luis Fernández Manrique de Lara, IV marqués de Aguilar de Campoo, también usó este título y el hijo de este, Bernardo Manrique de Lara y Mendoza de Aragón V marqués de Aguilar de Campoo, aunque ninguno de estos tres personajes poseía el título de condes de Buelna.

#### Tercer conde Garci Fernández Manrique
Juan Manrique, que murió a los 95 años, dejó Castañeda a su hijo Garci Fernández Manrique, quien consiguió legitimar su posesión sobre Aguilar, pues los Reyes Católicos le reconocieron oficialmente el título de I marqués sobre aquel señorío y le permitieron nombrar merinos en Trasmiera, Toranzo y Carrión; sin embargo, los reyes aprovecharon para recortar los derechos que los condes de Castañeda habían tomado por la fuerza en territorios de realengo. La legitimación de estos dominios convirtió al III conde de Castañeda y I marqués de Aguilar de Campoo, en una de las figuras más poderosas de lo que hoy es Cantabria, si no la que más. No obstante su poder se vio amenazado por las quejas de diversos valles, que se alzaron en pleitos contra él, aunque solo Orbaneja consiguió imponérsele por vía judicial, en 1494. A partir de Garci Fernández Manrique los señoríos de Castañeda y Aguilar quedaron unidos.
El actual poseedor del título es Álvaro Travesedo y Juliá, XXVIII conde de Castañeda desde 2003.